# Ангерминде
Ангерминде (њем. Angermünde) град је у њемачкој савезној држави Бранденбург. Једно је од 34 општинска средишта округа Укермарк. Према процјени из 2010. у граду је живјело 14.598 становника. Посједује регионалну шифру (AGS) 12073008.

## Географија
Ангерминде се налази у савезној држави Бранденбург у округу Укермарк. Град се налази на надморској висини од 50 метара. Површина општине износи 322,9 km². У самом граду је, према процјени из 2010. године, живјело 14.598 становника. Просјечна густина становништва износи 45 становника/km².

## Међународна сарадња
| Мјесто | Држава | Врста сарадње | Од    |
| ------ | ------ | ------------- | ----- |
|        | Пољска | партнерство   | 1985. |
| Извор  |        |               |       |